# Vincenzo Maria Marolda
Vincenzo Maria Marolda (Muro Lucano, 24 juli 1803 – Napels, 8 augustus 1854) was een Rooms prelaat in het koninkrijk der Beide Siciliën. Zijn sympathie voor het Bourbonregime kostte hem de bisschopstroon van Trapani op het eiland Sicilië.

## Levensloop
Marolda groeide op in Muro Lucano in de provincie Potenza nabij Napels, hoofdstad van het koninkrijk der Beide Siciliën. In dat dorp werd de redemptorist Gerardus Majella vereerd die eveneens in dat dorp geboren was. Aan de leeftijd van veertien jaar trad Marolda in in de congregatie der redemptoristen, ook bekend als de congregatie van de Allerheiligste Verlosser. Marolda werd tot priester gewijd (1826). De wijding gebeurde door zijn oom Pietro Ignazio Marolda (1770-1842), de bisschop van Potenza die geridderd was door koning Frans I der Beide Siciliën. 
Marolda klom op in de hiërarchie en bekleedde enkele bestuursfuncties bij de redemptoristen.
In 1844 verkoos het kapittel van Trapani op Sicilië hem tot bisschop. Dit werd bekrachtigd door koning Ferdinand II en paus Gregorius XVI (1844). Kardinaal Luigi Amat di San Filippo e Sorso (1796-1878) wijdde hem in Rome tot bisschop. 
Datzelfde jaar verhuisde Marolda naar Sicilië, waar hij de bisschopstroon van Trapani innam. Zijn beleidsverklaring publiceerde hij in 1844 in een herderlijke brief getiteld Epistola pastoralis ad ecclesiam drepanensem. Zijn beleid was erop gericht de discipline onder de Roomse priesters te herstellen. Daartoe vaardigde hij meerdere decreten uit tijdens zijn pontificaat. Zo gaf hij instructies over het houden van misvieringen, het vieren van de Kerstnacht en het ordentelijk verloop van processies (1845). Aan de conventuelen vroeg hij om een priesterseminarie te organiseren, iets wat zijn congregatie niet kon. 
Wanneer de stad Trapani getroffen werd door een cholera-epidemie (1847), organiseerde Marolda hulpposten, wat hem in populariteit deed winnen.
In het Revolutiejaar 1848 sloeg de volksgunst om. Marolda en zijn familie steunden het Huis Bourbon. Dit zinde de revolutionairen niet in het afgescheurde koninkrijk Sicilië. Marolda werd verjaagd (1848). 
Drie jaar later, in 1851, gaf paus Pius IX hem ontslag. Marolda verbleef dan al ettelijke tijd nabij Napels. In 1852 droeg Pius IX aan Marolda het bestuur op van het bisdom Vallo della Lucania, dat destijds de naam droeg Capaccio-Vallo. Marolda was actief als apostolisch administrator van het bisdom. Tevens mocht hij de eretitel dragen van titulair bisschop van Samosata, een afgeschaft bisdom in Turkije in de provincie Adıyaman. 
Marolda stierf in Napels ten gevolge van de cholera-epidemie van 1854.